# Novo México
O Novo México (em inglês: New Mexico) é um dos 50 estados dos Estados Unidos, localizado na Região Sudoeste do país. É o quinto maior estado em área do país, depois do Alasca, do Texas, da Califórnia e de Montana. Apesar disso, o estado, com uma densidade populacional de 6,7 hab/km², é relativamente pouco povoado. O Novo México possui uma das taxas de crescimento populacional mais baixas do país.  
O Novo México possui a maior percentagem de hispânicos do país. 42,1% da população possui origem hispânica, e os dois maiores grupos étnicos — espanhóis, que formam 24% da população do estado, e mexicanos, 18% — são etnias hispânicas. A forte presença hispânica no estado faz do espanhol, bem como o inglês, idiomas oficiais do Estado. Prevê-se que os hispânicos se tornarão maioria no estado em 2020. Cerca de 41% da população do Novo México é católica, a maior percentagem entre qualquer estado norte-americano. Também possui a segunda maior percentagem de nativos norte-americanos, atrás apenas do Alasca.
A economia do Novo México é diversificada. Possui um forte setor pecuário, e rebanhos de gado bovino ocupam a maior parte das fazendas do estado. O Novo México possui uma forte indústria de mineração, sendo um líder nacional na produção de petróleo. Além disso, uma geografia diversificada deu ao estado o cognome de Terra do Enriquecimento (em inglês: Land of Enrichment). A diversidade geográfica do Novo México está expressa na forma de cadeias montanhosas, florestas, desertos, rios e lagos, que atraem anualmente centenas de milhares de turistas de outras partes do país, fazendo do turismo uma importante fonte de renda.
O Novo México foi inicialmente colonizado pelos espanhóis, tendo passado a controle mexicano em 1821, com a independência da mesma, tendo sido uma das províncias mexicanas. Em 1848, com o fim da Guerra Mexicano-Americana, o Novo México foi anexado pelos Estados Unidos. Sua história e sua rica cultura deram ao Novo México um segundo cognome, O Estado Colorido (em inglês: The Colorful State).

## História

### Até 1848

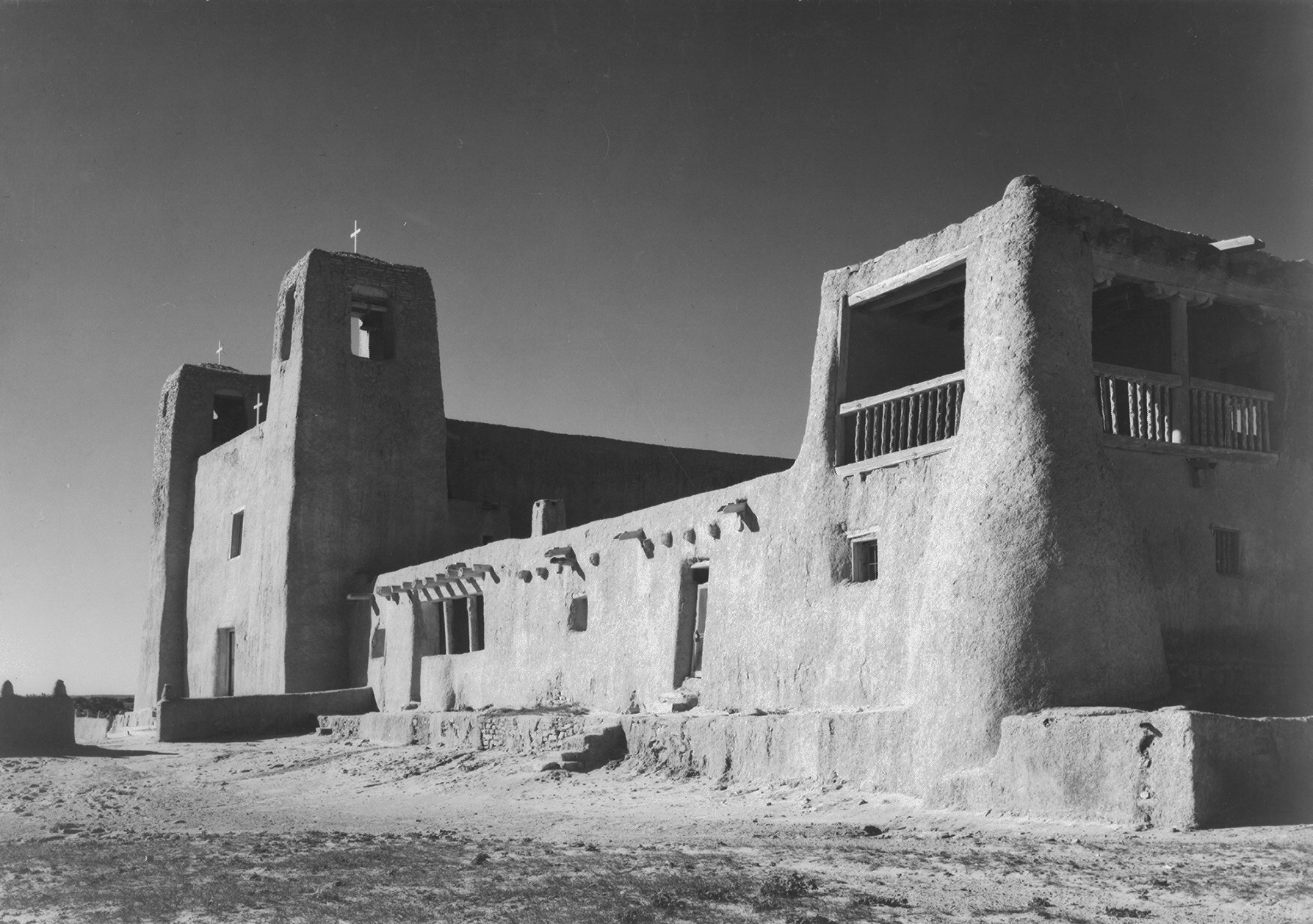
Igreja de San Esteban Rey (1629–1641), em Acoma. Fotografada por Ansel Adams, c. 1941–

Tribos nativo americanas habitaram a região que atualmente constitui o Estado do Novo México por milhares de anos antes da chegada dos primeiros exploradores europeus na região. Estas tribos eram os anasazi, os pueblo e os navajos.
Os primeiros exploradores europeus a explorarem regiões do atual Estado de Novo México foram os membros de um pequeno grupo de espanhóis e escravos liderados por Álvar Nunez Cabeza de Vaca, que explorou a região do Novo México em 1528. Vaca e seus companheiros eram membros de uma expedição espanhola que buscava ouro ao longo do litoral do atual Texas, e que se haviam perdido no interior após se separarem do grupo principal. Foi somente em 1536 que o grupo liderado por Vaca, reduzido a apenas dois espanhóis e um escravo, alcançou um assentamento localizado na costa pacífica do atual México.
Cabeza de Vaca afirmou ter encontrado cidades onde existiam grandes riquezas no interior, fazendo com que os espanhóis se interessassem em explorar o sudoeste dos atuais Estados Unidos, incluindo o atual Novo México. Em 1539, Estevanico explorou regiões do atual Novo México, e reivindicou a área para a coroa espanhola, embora não tenha encontrado nenhum vestígio de riquezas. Francisco Vásquez de Coronado explorou a região entre 1540 e 1542, também em busca das riquezas descritas por Cabeza de Vaca. Os exploradores Augustín Rodríguez e Francisco Sánchez Chamuscado subiram o Rio Grande e desembarcaram no sul do Novo México em 1581.
O primeiro assentamento fundado pelos espanhóis no atual Novo México foi Pueblo de San Juan de Los Caballeros, estabelecida em 1598, por Juan de Oñate, que tornou-se governador da nova província de Novo México. Seu sucessor, Pedro de Peralta, moveu a capital da província colonial para Santa Fé em 1609. Santa Fé é a capital do Novo México desde que foi criada, sendo que é a capital de Estado mais antiga dos Estados Unidos.
O Novo México não prosperou economicamente como os espanhóis esperavam e as riquezas descritas por Cabeza de Vaca nunca foram encontradas na colônia, que não era então mais do que um gigantesco deserto. As tentativas de povoamentos por parte dos espanhóis falharam, sendo que por mais do que dois séculos a população de colonos de ascendência europeia do Novo México não superaria mil habitantes. Missionários espanhóis continuaram a explorar a região durante este período, tentando converter nativos americanos, com pouco sucesso. Em 1676, os apaches revoltaram-se contra os espanhóis, sendo que a Revolta de Pueblo de 1680 fez com que os espanhóis abandonassem o norte do Novo México até que a campanha de Diego de Vargas Zapata restabeleceu o controle espanhol no Novo México. Colonos espanhóis voltariam a assentar o Novo México em 1692, quando o governador Diego de Vargas invadiu a região. Desde então, não foram mais registrados incidentes violentos entre espanhóis e nativos americanos na região.
Em 26 de fevereiro de 1807, militares norte-americanos integrantes da Expedição Pike foram capturados por soldados espanhóis sediados em Santa Fé, Pike e alguns do seu grupo foram libertados e repatriados em 01 julho de 1807, mas alguns daquele grupo permaneceram presos por alguns anos no México.
Os espanhóis foram os únicos habitantes de ascendência europeia a habitarem o Novo México por décadas. Porém, no início do século XIX, americanos, primariamente comerciantes, vindos do leste do continente norte-americano passaram a explorar a região. Tais americanos não eram bem-vindos pelas autoridades espanholas, que geralmente expulsavam ou prendiam os americanos que passavam pelo Novo México. Em 1821, com a independência do México, o Novo México tornou-se uma província mexicana. A região, localizada no extremo norte do México e escassamente povoada, recebia pouca atenção do governo. Em 1837, mexicanos e nativos americanos do Novo México rebelaram-se contra o governo mexicano, executando o governador da província e tomando a sede de governo, em Santa Fé, onde José Gonzales, um nativo americano taos, foi declarado governador. A rebelião foi esmagada um mês depois pelo General Manuel Armijo, que tornou-se o novo governador do Novo México.
Em 1841, uma expedição de texanos, que era então um país independente, invadiu o Novo México. Tal expedição, composta primariamente por norte-americanos, reivindicava a região localizada ao norte do Rio Grande, incluindo a região do atual Novo México. Os membros desta expedição foram capturados por autoridades do Novo México, e enviados como prisioneiros para a capital mexicana, a Cidade do México, sendo posteriormente libertados.
Em 1846, a Guerra Mexicano-Americana teve início, entre os Estados Unidos e o México. O General americano Stephen W. Kearny marchou ao longo da Trilha de Santa Fé, capturando a capital do Novo México sem oposição, em 1846, fazendo do Novo México, que então incluía o que atualmente é o Estado americano de Arizona, um território americano. Kearny afirmou que a ocupação seria apenas na região leste do Novo México (o Texas, anexado pelos Estados Unidos em 1845, reivindicava todas as terras no seu lado do Rio Grande). Kearny também protegeu os cidadãos do território, então sob lei marcial, através do Código de Kearny, essencialmente, uma promessa que as condições legais e religiosas do Novo México não seriam afetadas pelos Estados Unidos. A ocupação americana rapidamente incluiu a região ocidental do Novo México — a região que compõe atualmente o Arizona. Enquanto isto, o Código de Kearny viria a se tornar uma das bases do código legal do Novo México, assim permanecendo ao longo do período onde o Novo México permaneceu como um território americano.
Embora a captura do Novo México por parte de Kearny tenha sido relativamente pacífica, a região não permaneceria neste estado por muito tempo. O General Kearny continuou rumo à Califórnia, guiado por Kit Carson, tendo deixado uma pequena força de ocupação atrás. Após a saída de Kearny, uma revolta teve início em 19 de janeiro, em Taos, onde os nativos americanos taos mataram o governador do Novo México, Charles Bent, e a grande maioria dos americanos presentes na cidade. Somente dois americanos sobreviveram. Respondendo rapidamente, uma força americana comandada pelo Coronel Sterling Price marchou sobre Taos, atacando a cidade, e concentrando os tiros de canhão na igreja da cidade, onde era o centro da revolta, resultando na morte de 150 insurgentes e na captura de outros 400. Seis líderes da rebelião foram julgados e, em 9 de fevereiro, enforcados pela sua participação na Revolta de Taos. Uma série de confrontos entre rebeldes, instalados primariamente nas regiões montanhosas do Novo México, e forças americanas, continuaria até 1847, resultando em 30 baixas americanas — "anglos", como eram chamados pelos rebeldes — e 300 baixas rebeldes.

### 1848–1912
Sob o Tratado de Guadalupe Hidalgo de 1848, o México cedeu muito da região norte do país para os Estados Unidos, incluindo a região do Novo México. Segundo os termos do tratado, o Novo México, o nome aplicado para o território existente entre Texas e Califórnia, deveria tornar-se rapidamente um Estado americano. Porém, o Senado unilateralmente emendou a provisão do tratado que obrigava os Estados Unidos a fazerem do Novo México um Estado. O Senado também anulou o Artigo X do Tratado de Guadalupe Hidalgo, que assegurava que a propriedade de terras de habitantes do Novo México, que haviam sido autorizadas pelo governo mexicano, seria reconhecida e protegida pelo governo americano. A decisão do Senado em anular o Artigo X permanece até os dias atuais altamente controversa, especialmente entre algumas das comunidades hispânicas existentes na região, sendo que a anulação do Artigo X fez com que a posse de mais de dois milhões de acres de propriedades concedidas pelo México fossem removidas de seus respetivos proprietários e colocadas em domínio público. Propriedades concedidas pelo governo colonial espanhol (antes de 1821) não foram afetadas pela anulação do Artigo X, e sobreviveram contra tentativas de anulação ou aquisição forçada.
O Compromisso de 1850 paralisou o processamento de uma lei que faria do Novo México um Estado, sob uma Constituição abolicionista. Além disso, sob os termos do Compromisso, o controle da região oriental do Novo México, então controlada pelo Texas, foi transferida para o governo federal, iniciando uma longa disputa de fronteiras na região. O Compromisso de 1850 estabeleceu o Território de Novo México em 9 de setembro de 1850. O território, que incluía o Arizona e partes do atual Estado de Colorado, oficialmente fez de Santa Fé a capital do território. Os habitantes do Novo México determinariam em uma votação se o uso do trabalho escravo deveria ser permitido no território ou não. Porém, o estatuto legal do trabalho escravo causou considerável debate. Alguns (como Stepehn A. Douglas) acreditavam que o território não poderia proibir ou impor restrições ao uso do trabalho escravo, sob os termos do antigo Compromisso de Missouri, enquanto outros (como Abraham Lincoln) eram a favor da proibição, alegando que antigas tradições legais mexicanas, que proibiam o uso do trabalho escravo, possuíam preferência. Independentemente do estatuto legal, porém, o trabalho escravo nunca foi usado extensivamente no Novo México.
Enquanto isto, durante o início da década de 1850, constantes ataques nativos americanos contra assentamentos americanos fizeram com que Kit Carson abandonasse sua intenção de aposentar-se, e mudar-se para uma fazenda próxima a Taos. Carson aceitou um pedido do governo americano, tornando-se um agente indígena, instalando sua sede em Taos, e lutando contra os nativos americanos com sucesso considerável.
Em 1853, os territórios cedidos pelo México aos Estados Unidos na Compra de Gasden foram anexados pelo Novo México. Estes territórios atualmente formam o extremo sudoeste do Novo México. Com a compra, os Estados Unidos estabeleceram sua soberania sob toda a extensão do atual Novo México.
Durante a Guerra Civil Americana, tropas confederadas do Texas inicialmente ocuparam a região sul do Novo México. Tropas da União recapturaram o território no início de 1862. Kit Carson colaborou na organização do Primeiro Grupo de Voluntários do Novo México, que foi comandado pelo próprio. Este grupo enfrentou apaches, navajos e comanches, no território e no Texas, bem como participaram na Batalha de Valverde contra tropas confederadas. Durante a guerra, o Território do Arizona foi criado, em 1863, através da região ocidental do Território do Novo México. Com isto, o Novo México adquiriu suas fronteiras atuais. O Novo México foi o palco da decisiva Batalha de Glorieta Pass, onde tropas confederadas foram forçadas a paralisarem um avanço rumo à Califórnia, recuando para o Texas, tendo sido derrotados por tropas da União, bem como voluntários do Colorado (The Pikes Peakers) e do Novo México.
Em 1879, a Ferrovia Santa Fe alcançou Lamy, localizado a 26 km de Santa Fé. A ferrovia foi estendida até Santa Fé em 1880, substituindo a antiga lendária Trlha de Santa Fé. A nova cidade de Albuquerque foi fundada em 1880 à medida que a ferrovia era estendida em direção ao oeste, próxima a Lamy.
A ferrovia foi uma das responsáveis pela prosperidade da indústria do gado bovino da década de 1880, e pelo desenvolvimento de cidades que dependiam desta indústria. A criação de gado bovino não era fixa então, com os criadores de gado bovino alimentando seus animais onde quisesse, levando ao confronto entre diversos fazendeiros, bem como autoridades locais, na Guerra do Condado de Lincoln. Um dos mais famosos criminosos foi Billy The Kid, que foi assassinado em 1881. O reinado da indústria do gado bovino perderia força ao longo da década de 1880, na medida em que criadores de ovelhas passaram à cercar suas propriedades com cercas, impedindo que criadores de gado pudessem utilizar o pasto destas propriedades como alimento para seus animais. Isto aumentou ainda mais os atritos pela posse da terra da região, primariamente entre os antigos habitantes espanhóis, os criadores de gado bovino, e novos fazendeiros, primariamente criadores de ovelhas. Apesar dos conflitos, a pecuária permanece como uma fonte de renda primária do Novo México até os dias atuais.
O chefe Apache Victorio iniciou uma série de ataques contra assentamentos brancos, em 1879. Gerônimo continuou a luta após a morte de Victorio, em 1880. Os apaches e os navajos continuaram seus ataques contra assentamentos brancos até que Geronimo rendeu-se, em 1886.
O Congresso americano admitiu o Novo México como o 47° Estado americano em 6 de janeiro de 1912. Então, o Novo México possuía aproximadamente 330 mil habitantes. A admissão do Arizona como o 48° Estado, em 14 de fevereiro do mesmo ano, completou os 48 Estados contíguos dos Estados Unidos.

### 1912–Tempos atuais

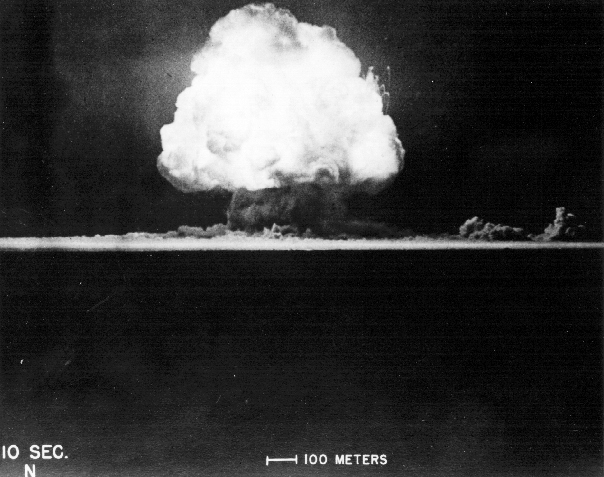
Registro da primeira explosão de uma bomba atômica, no Experimento Trinity, em 16 de julho de 1945.

Aproximadamente 17 000 homens do Novo México foram enviados à Europa, após a entrada dos Estados Unidos na Primeira Guerra Mundial, em 1917. Durante a década de 1920, um longo período de seca causou grande recessão na indústria pecuária do Estado. Muitos fazendeiros, incapazes de pagarem suas dívidas em crescimentos, foram obrigados a mudarem-se para as cidades, ou para outras regiões do país. A recessão do setor pecuário também levou a uma forte crise no setor bancário do Novo México, uma vez que as dívidas contraídas pelos fazendeiros não eram pagas. A Grande Depressão da década de 1930 agravou a crise nestes setores da economia do Estado. Porém, os efeitos da recessão econômica causada pela Grande Depressão foram mínimos, em contraste com outros Estados americanos em geral, graças à descoberta de grandes reservas de petróleo no Estado, no final da década de 1920, e ao turismo.
Durante a Segunda Guerra Mundial, o governo americano instalou diversas bases aéreas no Novo México. As bases aéreas continuariam a ser uma importante fonte de renda do Novo México até a década de 1990. Em 1943, o governo americano criou o Laboratório Nacional de Los Alamos, em Los Alamos. O laboratório foi o responsável pela produção das duas bombas atômicas que destruiriam Hiroshima e Nagasaki, em agosto de 1945. A primeira detonação de uma bomba atômica na história da humanidade foi realizada no Experimento Trinity, em 16 de julho de 1945.
O Novo México permaneceu um importante centro de pesquisa nuclear após o fim da guerra. A economia do Novo México continuou a diversificar-se, sendo que o Estado passou a depender cada vez menos da indústria pecuária, com o turismo, a prestação de serviços financeiros, a indústria nuclear (primariamente dependente de fundos do governo americano, e associados com fins militares), aeroespacial e a mineração — incluindo a descoberta de reservas de carvão durante a década de 1960 — tornando-se as principais fontes de renda do Estado. Cortes no setor militar, causados pelo fim da Guerra Fria, em 1991, levou a uma recessão econômica no Estado durante o início da década de 1990. Os efeitos desta recessão foram minimizados pelo crescimento da manufatura e de construção.
O Novo México celebrou seu quarto centenário em 1998 — quatro séculos após a fundação da colônia de San Juan.

## Geografia

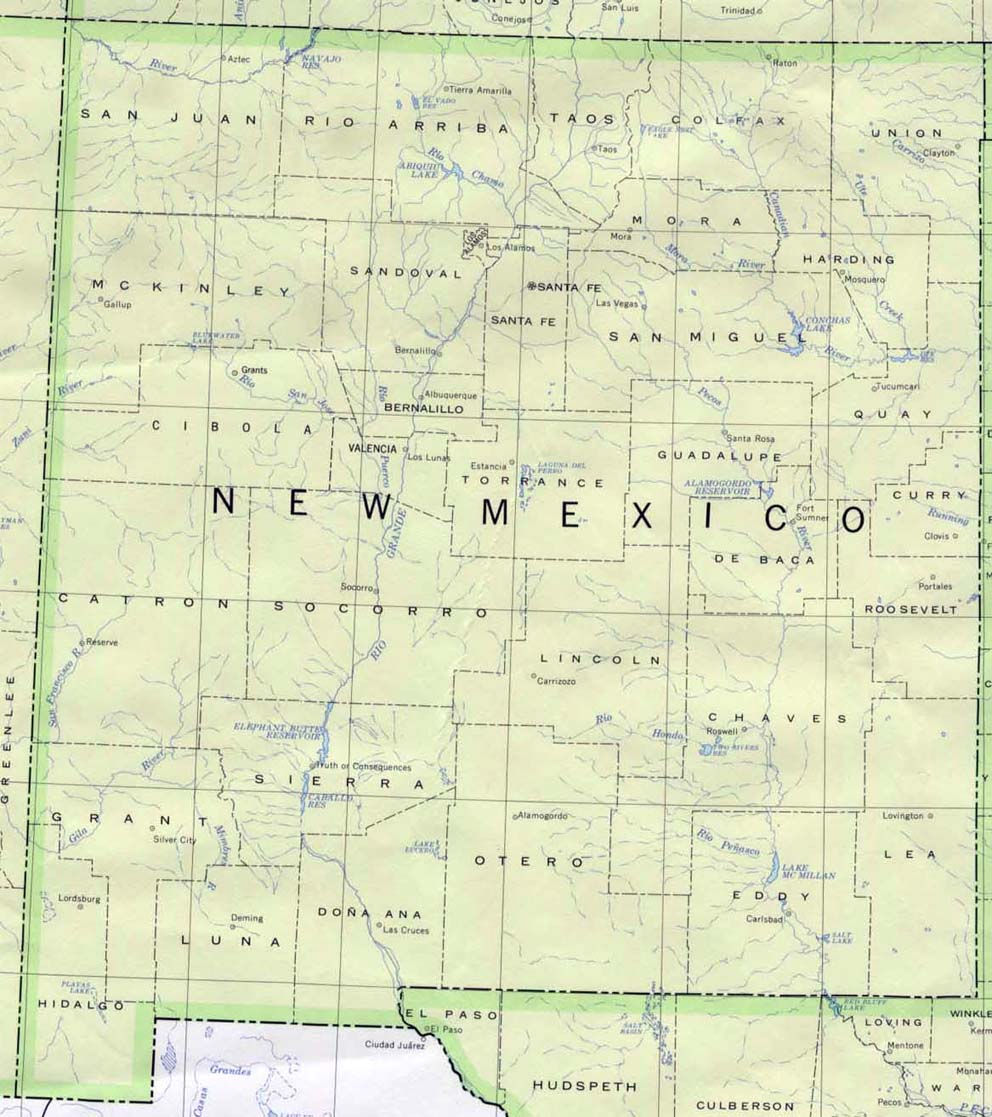
Mapa do Novo México e de seus 33 condados.

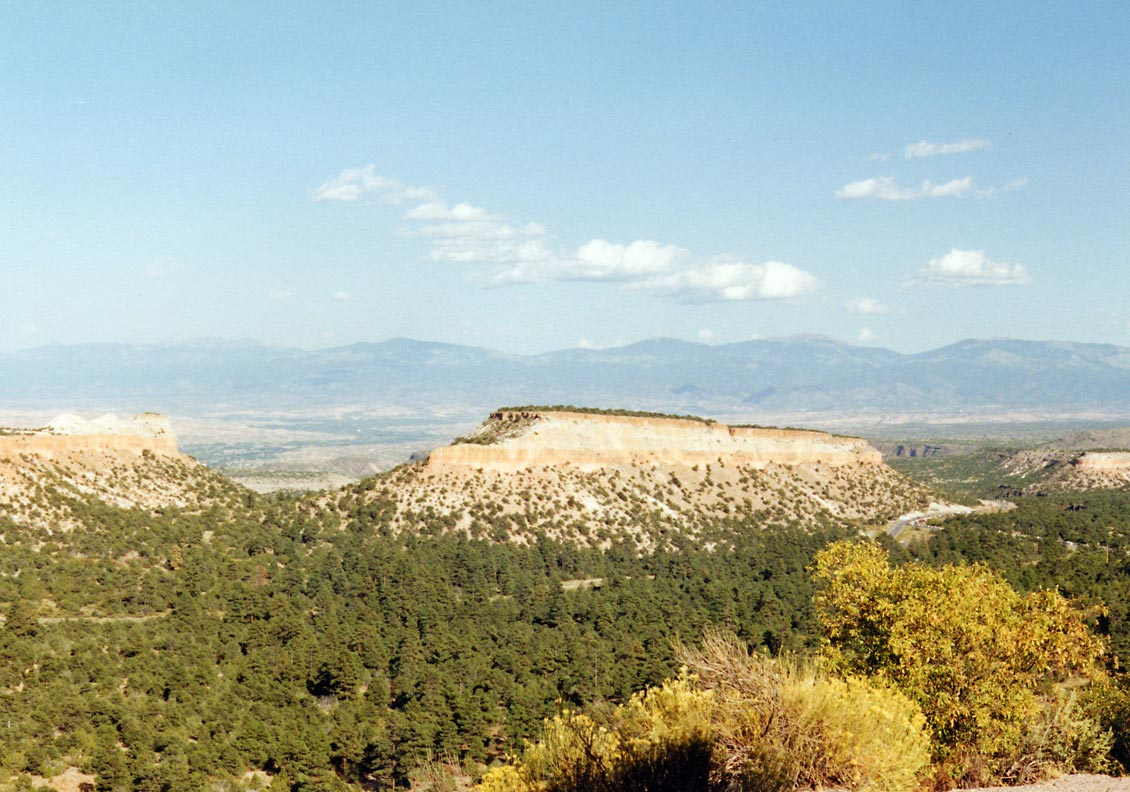
Vista de uma chapada, conhecidas como mesas em inglês.

O Novo México limita-se ao norte com o Colorado, a leste com o Oklahoma e o Texas, ao sul com o Texas e os Estados mexicanos de Chihuahua e Sonora, a oeste com o Arizona, e no extremo noroeste, com o Utah. Com 314 915,27 km², é o quinto maior estado em área do país.
O Rio Grande é o principal rio do Novo México, cortando a região sul do Estado, e formando a fronteira entre os Estados Unidos e o México no sudeste do Novo México. Devido ao seu clima muito seco, o Novo México possui poucos rios perenes e lagos naturais. Florestas cobrem aproximadamente 25% do Estado, primariamente nas regiões de maior altitude do Estado.
O Novo México pode ser dividido em quatro distintas regiões geográficas:
- O Planalto do Colorado localiza-se no noroeste do Novo México. Esta região caracteriza-se pelo seu terreno bastante acidentado, cheio de vales profundos, cadeias montanhosas, penhascos e chapadas, as últimas regionalmente chamadas de mesas.
- A Basin and Range Region é uma região que ocupa toda a região central e sudoeste do Novo México. É a maior das quatro regiões geográficas do Estado, ocupando mais de 35% do Novo México. A Basin and Range Region caracteriza-se pelo seu terreno acidentado, com regiões relativamente planas intercaladas com cadeias montanhosas. O solo desta região é extremamente pobre, e o seu clima é desértico.
- As Montanhas Rochosas ocupam a região centro-norte do Novo México. Possui as altitudes mais elevadas do Estado, entre eles, o Wheeler Peak, o ponto mais alto do Novo México, com seus 4 011 m de altitude.
- As Grandes Planícies ocupam toda a região leste do Novo México. Caracteriza-se pelo seu terreno relativamente plano e pelo seu solo fértil.

### Clima
O Novo México possui um clima subtropical, com invernos relativamente amenos e verões muito quentes. O Estado possui um clima no geral seco, mas com grandes variações de temperatura, que no geral, aumentam à medida que se viaja em direção ao sul.
A temperatura média do Novo México no inverno é de 1°C. O norte possui uma temperatura média de -5 °C, a região central possui uma temperatura média de 1 °C, e a região sul, de 5 °C. A média das mínimas é de -9 °C na região norte, -5 °C na região central e de -3 °C na região sul, enquanto a média das máximas é de 5 °C na região norte, 8 °C na região central, e de 13 °C na região sul. A temperatura mais baixa já registrada no Novo México foi de -46 °C, registrada em Gavilan, em 1 de fevereiro de 1951.
A temperatura média do Novo México no verão é de 23 °C. No verão, as variações de temperatura devido à altitude são maiores, e por causa disso, a temperatura aumenta no geral à medida que se viaja em direção a leste (bem como ao sul), onde as altitudes são menores. O noroeste possui uma temperatura média de 20 °C, enquanto a região sudeste possui uma temperatura média de 27 °C. A média das mínimas é de 16 °C no noroeste e de 19 °C no sudeste, e a média das máximas é de 29 °C no noroeste e de 35 °C no sudeste. Albuquerque, por causa de sua baixa altitude, possui temperaturas quase tão altas quanto na região sudoeste, mesmo estando localizada na região centro-norte. A temperatura mais alta já registrada no Novo México foi de 50 °C, registrada em Carlsbad, em 27 de junho de 1994.
O Novo México possui um dos climas mais secos dos Estados Unidos. A taxa de precipitação média anual de chuva do Novo México não é maior do que 60 cm anuais em nenhuma parte do Estado. Estas taxas são maiores nas regiões mais elevadas do Estado. A taxa de precipitação média anual de neve, por sua vez, aumenta à medida que se viaja em direção ao norte.

## Política

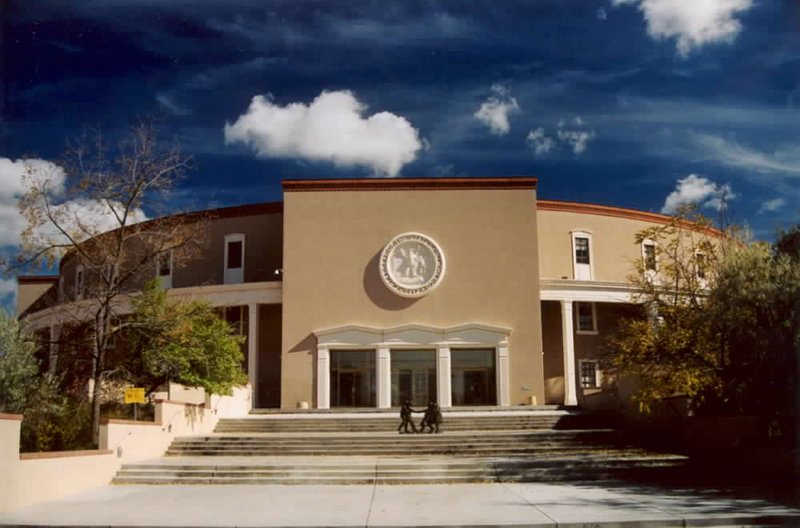
Vista do Capitólio Estadual do Novo México, em Santa Fé.

A atual Constituição do Novo México foi adotada em 1911. Emendas à Constituição podem ser propostas pelo Poder Legislativo do Novo México. Emendas criadas por uma das câmaras do Poder Legislativos, para ser aprovada, precisa receber ao menos três quartos dos votos do Senado e da Câmara dos Representantes do Estado, e então dois terços dos votos da população eleitoral do Novo México, em um referendo. Emendas também podem ser propostas através de um abaixo-assinado, onde um mínimo de 8% de assinaturas da população eleitoral de dois terços dos distritos legislativos do Novo México é necessária para que esta emenda passe então à votação em um referendo. Mudanças mais drásticas podem ser realizadas através de Convenções Constitucionais, encontros políticos especiais, que precisam ser aprovadas por ao menos 51% por cada Câmara do Poder Legislativo e então por ao menos 75% da população eleitoral do Estado (e 67% do eleitorado de cada condado), em um referendo. A Constituição do Novo México recebeu mais de 100 emendas desde que fora adotado.
O principal oficial do Poder Executivo no Novo México é o governador. Outros oficiais eleitos à parte são o tenente-governador, o Secretário de Estado, o tesoureiro, o attorney general, o auditor e o comissionador de terras públicas. Todos os oficiais do Executivo do Novo México são eleitos pelos eleitores do Estado para mandatos de até quatro anos de duração. Uma dada pessoa pode exercer o cargo de governador quantas vezes puder, mas não duas vezes consecutivas.
O Poder Legislativo do Novo México é constituído pelo Senado e pela Câmara dos Representantes. O Senado possui um total de 42 membros, enquanto a Câmara dos Representantes possui um total de 70 membros. O Novo México está dividido em 42 distritos senatoriais e 70 distritos representativos. Os eleitores de cada distrito elegem um senador/representante, que irá representar tal distrito no Senado/Câmara dos Representantes. O termo dos senadores é de quatro anos e o termo dos representantes é de dois anos. Uma dada pessoa pode exercer o cargo de senador apenas duas vezes, e o cargo de representante quatro vezes.
A corte mais alta do Poder Judiciário do Novo México é a Suprema Corte do Novo México, composta por cinco juízes. Estes juízes são eleitos pela população do Estado para mandatos de até cinco anos de duração. A eleição para juiz é realizada anualmente, para apenas uma das cinco posições da corte. A segunda maior corte do Estado é a Court of Appeals of New Mexico, composta por sete juízes eleitos para mandatos de até oito anos de duração. Como na Suprema Corte, estas eleições são realizadas anualmente, para apenas uma das posições da corte. O Novo México possui distritos judiciários, que possuem um total de 47 juízes, eleitos pela população de seus respectivos distritos para mandatos de até seis anos de duração.
O Novo México está dividido em 33 condados. 32 dos condados do Estado são administrados por um conselho de comissionadores eleitos pela população de seus respectivos condados para mandatos de até 4 anos de duração, podendo serem reeleitos novamente, e exercerem quantas vezes puder o cargo de comissionador, mas não podendo exercer nenhum cargo público por dois anos após o término de seu mandato, caso exerça o cargo de comissionador por duas vezes consecutivas. O Condado de Los Alamos é administrado por um prefeito e um conselho municipal. O Novo México dá às suas municipalidades — cidades (cities ou towns) e vilas — grande liberdade para escolher seu formato de administração (prefeito/conselho municipal, comissionadores, administrador/conselho de comissionadores). Porém, todas as municipalidades necessitam realizar eleições a cada dois anos.
Mais da metade da receita do orçamento do governo do Novo México é gerada por impostos estaduais. O resto vêm de verbas recebidas do governo federal e de empréstimos. Em 2002, o governo do Estado gastou 10,084 bilhões de dólares, tendo gerado 8,746 bilhões de dólares. A dívida governamental do Novo México é de 4,493 bilhões de dólares. A dívida per capita é de 2 426 dólares, o valor dos impostos estaduais per capita é de 1 959 dólares, e o valor dos gastos governamentais per capita é de 5 445 dólares.
Ao longo da história do Novo México, o Estado tem sido politicamente dominado pelo Partido Democrata. Isto se deve ao fato que nos primórdios da história do Estado de Novo México, a região recebeu grandes números de colonos originários do Sul americano, onde a maior parte da população era a favor dos democratas. A maioria dos hispânicos que habitavam o Estado antes da década de 1950 também são em sua maioria democratas, enquanto que imigrantes hispânicos tendem a apoiar os republicanos.

## Demografia
O censo nacional de 2000 estimou a população do Novo México em 1 819 046 habitantes, um crescimento de 20% em relação à população do Estado em 1990, de 1 515 069 habitantes. Uma estimativa realizada em 2005 estima a população do Estado em 1 928 384 habitantes, um crescimento de 27,3% em relação à população do Estado em 1990, de 6%, em relação à população do Estado em 2000, e de 1,3% em relação à população estimada em 2004.
O crescimento populacional natural do Novo México entre 2000 e 2005 foi de 74 397 habitantes — 143 617 nascimentos menos 69 220 óbitos — o crescimento populacional causado pela imigração foi de 27 974 habitantes, enquanto a migração interestadual resultou no ganho de 9 527 habitantes. Entre 2000 e 2005, a população do Novo México cresceu em 109 338 habitantes, e entre 2004 e 2005, em 25 378 habitantes.
Estima-se que 10% da população do Novo México tenham nascido fora dos Estados Unidos, e que 2% da população do Estado sejam imigrantes ilegais.

### Raças e etnias
Composição racial da população de Novo México:
- 45,1% Hispânicos
- 42,7% Anglo-saxões
- 9,5% Nativos americanos
- 1,9% Afro-americanos
- 1,1% Asiáticos
- 3,6% Duas ou mais etnias

Os cinco maiores grupos étnicos do Novo México são espanhóis (que compõem 24% da população do Estado), mexicanos (18,1%), alemães (9,9%), nativos americanos (9,5%) e ingleses (7,6%).
Hispânicos de ascendência espanhola colonial estão presentes na maior parte do Novo México, especialmente na região centro-norte do Estado. Mexicanos estão presentes primariamente na região sul do Novo México. A população do noroeste do Estado é primariamente nativo americana, sendo que as principais tribos vivendo na região são os navajos e os pueblo. O Novo México possui a maior percentagem de hispânicos do país, a segunda maior percentagem de nativos americanos (atrás apenas do Alasca) e a maior percentagem de habitantes com ascendência espanhola.
7,2% da população do Novo México possuem menos do que 5 anos de idade, 28% menos de 18 anos de idade, e 11,7% possuem 65 anos de idade ou mais. Pessoas do sexo feminino compõem aproximadamente 50,8% da população do Novo México, e pessoas do sexo masculino, 49,2%.

### Religião
Religião em Novo México (2014)
Percentagem da população do Novo México por afiliação religiosa:
- Cristianismo — 75%
  - Igreja Católica Romana — 34%
  - Protestantes — 38%
    - Igreja Batista — 13%
    - Igreja Metodista — 1%
    - Igreja Presbiteriana — 3%
    - Outras afiliações protestantes — 21%

  - Outras afiliações cristãs — 3%
- Outras religiões — 4%
- Não-religiosos — 20%

O Novo México possui a segunda maior porcentagem de católicos do país, perdendo apenas para Rhode Island. Como outros Estados da região Oeste dos Estados Unidos, a percentagem da população do Novo México que não possui nenhuma afiliação religiosa é maior do que a média nacional.

### Principais cidades
| - Albuquerque - Las Cruces - Santa Fé - Rio Rancho - Roswell - South Valley of Albuquerque - Farmington - Alamogordo - Clovis - Hobbs - Carlsbad | - Gallup - Deming - Sunland Park - Socorro - North Valley of Albuquerque - Los Alamos - Portales - Artesia - Silver City - Los Lunas |

## Economia
O produto interno bruto do Novo México, em 2003, foi de 195 bilhões de dólares. A renda per capita do Estado, por sua vez, foi de 29 469 dólares, o 27° maior do país. A taxa de desemprego do Novo México é de 5,7%.
O setor primário responde por 2% do PIB do Novo México. A agricultura e a pecuária respondem juntas por total por 2% do PIB do Estado, empregando cerca de 35,9 mil pessoas. O Novo México possui cerca de 16 mil fazendas, que cobrem cerca de 55% do Estado. Os principais produtos produzidos pela indústria agropecuária do Novo México são leite e carne bovino. Os efeitos da pesca e da silvicultura são negligíveis na economia do Novo México.
O setor secundário responde por 28% do PIB do Novo México. O valor total dos produtos fabricados no Estado é de 10 bilhões de dólares. Os principais produtos industrializados fabricados no Estado são equipamentos eletrônicos, produtos químicos e roupas. A indústria de manufatura responde por 16% do PIB do Estado, empregando aproximadamente 52 mil pessoas. A indústria de construção responde por 5% do PIB do Estado, e emprega aproximadamente 60 mil pessoas. A mineração responde por 7% do PIB do Novo México, empregando cerca de 19 mil pessoas. Os principais recursos naturais minerados no Estado são petróleo e gás natural.
O setor terciário responde por 70% do PIB do Novo México. Serviços comunitários e pessoais são responsáveis por 18% do PIB do Estado, e emprega cerca de 288 mil pessoas. Serviços governamentais respondem por 17% do PIB do Estado, empregando aproximadamente 187 mil pessoas. O comércio por atacado e varejo responde por 17% do PIB do Novo México, e emprega aproximadamente 206 mil pessoas. Serviços financeiros e imobiliários respondem por cerca de 13% do PIB do Estado, empregando aproximadamente 59 mil pessoas. Transportes, telecomunicações e utilidades públicas empregam cerca de 40 mil pessoas, respondendo por 8% do PIB do Estado. 70% da eletricidade gerada no Novo México é produzida em usinas termelétricas a carvão, 29% em usinas termelétricas a gás natural, e a maior parte do restante em usinas hidrelétricas. Aproximadamente metade da eletricidade gerada no Novo México é vendida para o Estado vizinho de Califórnia.

## Educação
As primeiras escolas do Novo México foram fundadas durante o século XVI por missionários espanhóis. O Novo México instituiu um sistema de escolas públicas durante o final do século XIX.
Atualmente, todas as instituições educacionais no Novo México precisam seguir regras e padrões ditadas pelo Conselho Estadual de Educação do Novo México. Este conselho controla diretamente o sistema de escolas públicas do Estado, que está dividido em diferentes distritos escolares. O conselho é composto por cinco membros escolhidos pelo governador e dez membros eleitos pela população do Estado, para mandatos de até quatro anos de duração. Os 15 membros do Conselho então indicam um superintendente de educação. Cada cidade primária (city), diversas cidades secundárias (towns) e cada condado, é servida por um distrito escolar. Nas cidades, a responsabilidade de administração do sistema escolar público são dos distritos municipais, enquanto em regiões menos densamente habitadas, esta responsabilidade é dos distritos escolares operando em todo o condado em geral. O Novo México permite a operação de escolas charter — escolas públicas independentes, que não são administradas por distritos escolares, mas que dependem de verbas públicas para operarem. Atendimento escolar é compulsório para todas as crianças e adolescentes com mais de cinco anos de idade, até a conclusão do segundo grau ou até os dezessete anos de idade.
A primeira biblioteca pública do Novo México foi fundada em 1851, em Santa Fé. Atualmente, o Estado possui aproximadamente 80 sistemas de bibliotecas públicas, que movimentam anualmente cerca de 4,9 livros por habitante, uma das médias mais baixas do país. A primeira instituição de educação superior do Novo México, a atual Universidade do Novo México, foi fundada em 1889, em Albuquerque. Atualmente, o Novo México possui 43 instituições de educação superior, dos quais 27 são públicas e 16 são privadas. A maior instituição de educação superior do Estado é a Universidade do Novo México, uma instituição pública.
Atualmente, o estado do Novo México sofre com vandalismo e bulling (termo propriamente americano) nas escolas públicas de grande parte do estado, e o principal motivo está ligado à migração em massa de mexicanos para esse estado, gerando divergência entre os povos americanos e mexicanos, principalmente na região sul do estado. Esse tipo de divergência também ocorre na região sul do Arizona, extremo sul da Califórnia e em grande parte do estado do Texas.

## Transportes e telecomunicações
Em 2002, o Novo México possuía 3 159 km de ferrovias. O transporte de carvão responde por cerca de 77% de toda a carga transportada nas ferrovias do Estado. Em 2003, o Estado possuía 102 922 km de vias públicas, dos quais 1 609 km eram rodovias interestaduais, parte do sistema rodoviário federal dos Estados Unidos. O aeroporto mais movimentado do Estado é o Aeroporto Internacional de Albuquerque, que movimentou 3,3 milhões de passageiros em 1996.
O primeiro jornal do Novo México, o El Crepúsculo de la Libertad, um jornal em espanhol, foi publicado pela primeira vez em 1834, em Santa Fe. O primeiro jornal publicado em inglês do Estado foi o The Santa Fe Republican, publicado pela primeira vez em 1847, também em Santa Fe. Atualmente, são publicados no Novo México cerca de 50 jornais, dos quais 45 são diários. São impressos em Novo México cerca de 50 periódicos. A primeira estação de rádio do Novo México foi fundada em 1922, em Albuquerque. A primeira estação de televisão do Estado foi fundada em 1948, também em Albuquerque. Atualmente, o Novo México possui 105 estações de rádio — dos quais 40 são AM e 65 são FM — e 18 estações de televisão.

## Cultura

### Símbolos do Estado
- Árvore: Ducampopinus (desde 1949)
- Balada: Land of Enchantment (desde 1989)
- Cognomes:
  - The Land of Enchantment
  - The Colorful State (não oficial)
- Flor: Yucca
- Fóssil: Celófise
- Gema: Turquesa
- Grama: Bouteloua gracilis
- Inseto: Pepsini
- Lema: Crescit eundo (do latim: Crescendo à medida que vai)
- Mamífero: Ursus americanus
- Músicas:
  - O Fair New Mexico (O Lindo Novo México; desde 1917)
  - Asi Es Nuevo México (Assim é Novo México; desde 1971)
  - New Mexico / Mi Lindo Nuevo México (desde 1995)
- Ave: Geococcyx californianus (desde 1949)
- Peixe: Oncorhynchus clarki (desde 1955)
- Pergunta: Red or Green? (Vermelho ou Verde? — desde 1989)
- Poema: A Nuevo México (desde 1991)

### Outras fontes
- «United States Census Bureau» (em inglês)
- «Website oficial do Novo México» (em inglês)
- «United States Department of Education» (em inglês)
- «United States Department of Commerce» (em inglês)
- «National Oceanic and Atmospheric Administration» (em inglês)
- Rolle, Andrew F (2003). California: A History. [S.l.]: Harlan Davidson. ISBN 0-88295-972-7
- Simmons, Mark (1988). New Mexico: An Interpretive History. [S.l.]: University of New Mexico Press. ISBN 0-8263-1110-5